# Marie Válková
Marie Válková, rozená Frýzová (19. září 1901, Svor – 12. ledna 1977, Praha), byla česká archivářka.

## Životopis
Po studiích českých dějin a pomocných věd historických na univerzitě v Praze pokračovala v letech 1924–1927 ve studiu na Státní archivní škole.
Po jejím ukončení získala zaměstnání v archivu hlavního města Prahy, kde setrvala do roku 1932, kdy odešla do ústřední knihovny hlavního města Prahy, kterou po roce opustila a stala se pracovnicí Památníku národního písemnictví, kde působila až do roku 1950. V roce 1954 byla Marie Válková v politickém procesu se sociálními demokraty odsouzena k trestu vězení ve výši 16 let.
Vězněna byla do roku 1960, kdy byla propuštěna na amnestii a vrátila se zpět do Památníku národního písemnictví, kde získala práci uklízečky, přičemž díky své erudici pomáhala se zpracováváním starých tisků. V roce 1966 odešla pracovat do Střediska památkové péče, odkud byla v roce 1970 za nastávající normalizace nuceně penzionována.
V rámci své práce se zaměřovala na psaní historických a historickoprávních rešerší. Její dílo obsahuje rovněž práce diplomaticko-správního a regionálního charakteru.